# Belváros (Győr)

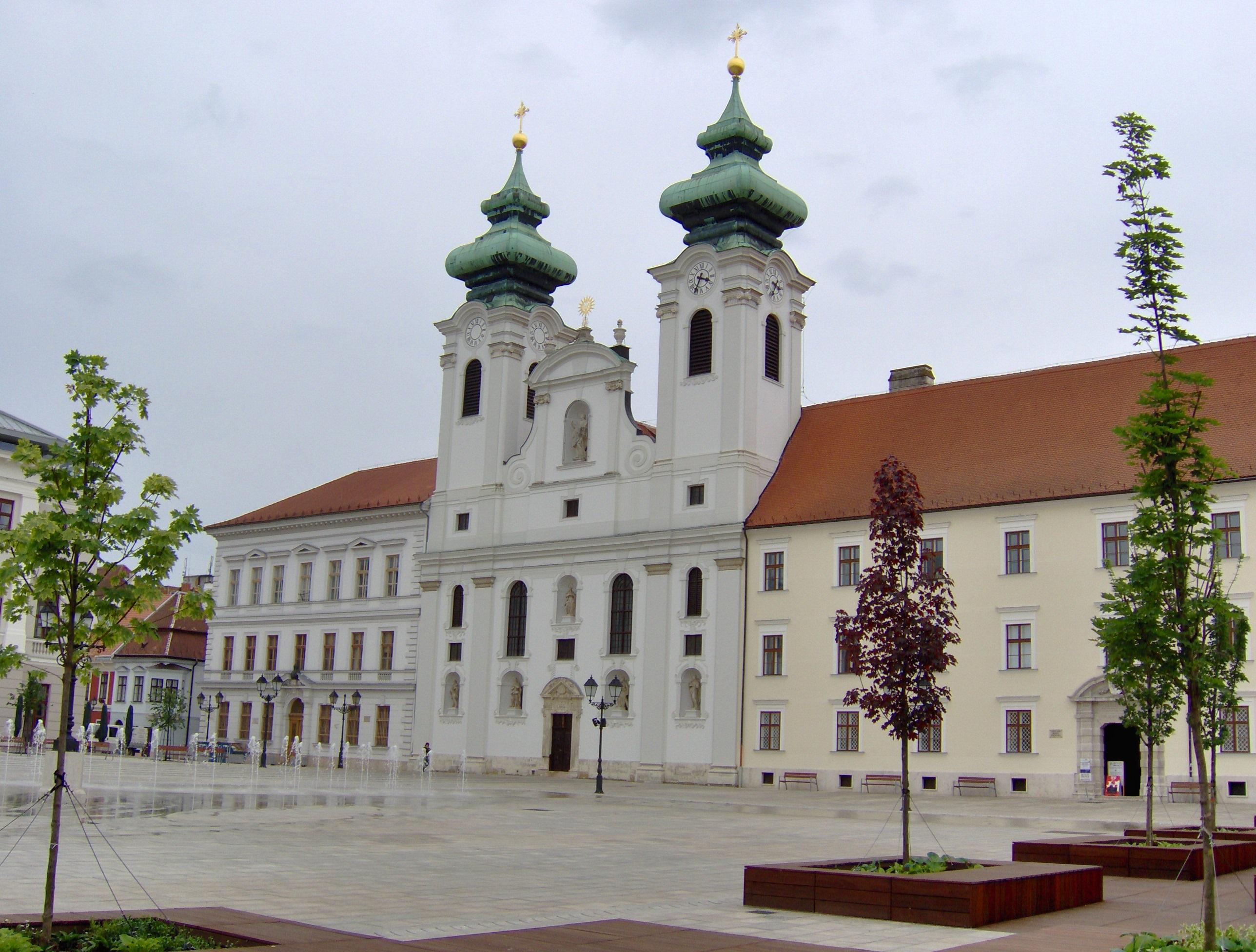
A Széchenyi tér a bencések épületegyüttesével

A Belváros Győr egyik legkisebb területű, de annál nagyobb horderejű városrésze. A Belváros három kisebb egységre tagolódik. A történelmi városmag, az Óváros a Duna és a Rába találkozásánál fekvő egykor várfallal körülvett terület. Határai keletről az Újkapu, illetve Újvilág utcák, délről a Pálffy-Schweidel-Arany János utcák, illetve a Virágpiac vonala. Az ettől délre, illetve keletre elterülő városrészek a 19. század során az Óvárost körülölelő bástyák ledöntése után épültek ki. Az Óvárostól délre Ferdinándváros, attól keletre Ferencváros jött létre. Ma ezen elnevezések már nem használatosak, helyette a Belváros déli, illetve keleti része elnevezést használjuk. Mindkét városrészben a történelmi épületek mellett a 20. század építészete is megjelenik, ezzel szemben az Óváros, köszönhetően annak, hogy már az 1950-es években műemléki jelentőségű területté nyilvánították, épen megőrizte történelmi jellegét, s ma Magyarország egyik legszebb, leghangulatosabb barokk városképét mutatja.

## Óváros

Győr belvárosának térképe

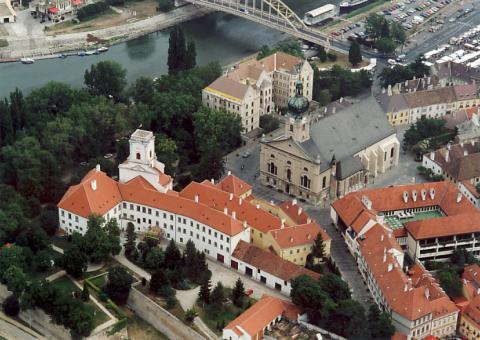
A Káptalandomb légi fotója

A város idegenforgalmi szempontból legjelentékenyebb része, a műemléki látnivalók zöme itt található. (Nagy számban találhatók még műemlékek a város többi részén is, különösen Újvárosban, mely az Óvároshoz hasonlóan műemléki jelentőségű terület.)

### Káptalandomb
A Káptalandomb, ez a Duna és Rába találkozásánál fekvő hordalékkúp Győr legősibb része, mai képe majd három évezredes fejlődés eredménye. Az utcák és terek beépítésének vonala, a házak elrendezése, a látszólagos beépítési szabálytalanság nem a véletlen szülötte; a Káptalandomb minden szegletének sajátos oka, története van. Itt található Győr két legősibb és egyben legjelentősebb műemléke, a püspökvár és a bazilika.
A Dr. Kovács Pál utca ferde vonalú északkeleti házsora mögött rejtőzik a római városkapu és a várfal. A belső várfal később épült ki és többször átépítették. A belső várat félköríves bástyaszerű sor védte. Ezek közül egyre többet sikerült kibontani (Király u. 5–7). A legmagasabb ponton a bazilika áll. Az eredetileg román stílusú templomot először a 14-15. században, gótikus stílusban építették át. A Bazilikához délről csatlakozó Héderváry-kápolnát is ekkor építették.

#### Püspökvár
A Duna és a Rába találkozásánál áll a Püspökvár együttese, mely valójában a várban található egyházi központ, ami értékes műemléki együttes. Ennek kertje azonban magánterület; építészeti emlékei esetenként külön engedéllyel tekinthetők meg. A vár alapjaiban római építések nyomait találták meg. A legrégebbi része a toronyvár alsó fele, a 14. századból származó úgynevezett menekülő-folyosó, valamint az ahhoz kapcsolódó keresztboltozatos helyiség. A vártorony keleti sarkához illesztett, Dóczy Orbán püspök által 1481–86-ban gótikus stílusban építtetett kápolna az emeletes várkápolnák egy ritka példánya. A mohácsi vész után (1526) a vár a várkapitányok kezébe került. A fenyegető török veszély miatt folyamatosan megerősítéseket végeztek rajta. A legnagyobb átalakítás 1561–1575 között, az itáliai Pietro Ferrabosco tervei alapján történt. Ennek ellenére a várat 1594. szeptember 29-én elfoglalták a törökök. Négy év múlva, 1598. március 28-án azonban ismét magyar kézre került, de a püspökök csak a 18. század közepén költözhettek vissza székhelyükre. Zichy Ferenc püspök (1743–1783) restauráltatta és a mai formájára bővítette az épületet. A vár és a palota utolsó felújítása 1984-ben fejeződött be. A felújítás során a torony falán előkerültek a középkori toronyhomlokzat részletei, amelyeket szintén restauráltak. 2004 júniusában állandó kiállítás nyílt Apor Vilmos püspökről, akit a vár alatti pincehelyiségben lőttek le orosz katonák 1945-ben. A kiállítás Apor Vilmos vértanúságának állít emléket: bemutatja életét, tevékenységét, megidézi áldozatát és vértanúhalálát. A püspök naplórészletei mellett tárgyi emlékek, dokumentumok, zene, fényhatások és különböző audiovizuális eszközök segítségével elevenítik fel Apor püspök vértanúságig menő életáldozatát.

#### Bazilika
A Győri Püspökséget Szent István király alapította uralkodásának első évtizedében (1000–1009). A győri Bazilika alapjait is az ő ideje alatt rakták le. A források a 11. század végén már háromhajós, emelt szentélyű templomról írnak. Az első tornyok Omodé püspök idejében (1257–1267) épültek. A 14. század végén a templom déli részén Héderváry János püspök (1386–1415) gótikus kápolnát építtetett, ahol ma a Szent László-herma és Boldog Apor Vilmos püspök síremléke is található. A mohácsi csata (1526) után tűzvész miatt ledőlt a templom egyik tornya, majd 1580 körül egy robbanás ledöntötte a másikat is. A törökök ágyúállásnak, raktárnak és istállónak használták az épületet.
A templom helyreállítása Draskovich György püspök (1635–1650) nevéhez fűződik. Ő Giovanni Battista Rava neves olasz építészt bízta meg a tervezéssel. A torony és a sekrestye már Széchényi György püspöksége (1659–1681) idején épült. A templombelső barokk megújítását Zichy Ferenc püspöknek (1743–1783) köszönhetjük. A terveket Hefele Menyhért készítette, a freskókat és az oltárképek egy részét Franz Anton Maulbertsch és segédjei festették. Az oltárépítmények és a szobrok egy része Gotschall József bécsi kőfaragóműhelyében készültek. Az északi mellékhajó oltárát díszítő Szűzanya-kép Magyarország egyik legjelentősebb búcsújáróhelyévé tette a templomot. A torony megerősítése érdekében Handler Jakab 1823-ban klasszicista homlokzatot épített a nyugati oldalra. A 20. század elején Aigner Sándor és Csányi Károly tervei alapján bazilikális elrendeződésű tetőzetet kapott és neoromán stílusú részletekkel látták el. A második világháborúban a tetőzet megsérült, a toronysisak ledőlt. A bazilikát 1968 és 1972 között restaurálták.
- - Szent László Herma

A Szent Korona és a Szent Jobb mellett Magyarország legjelentősebb szakrális emléke. 1192-ben, Szent László szentté avatásakor a nagyváradi sírból kiemelték a csontereklyéket, s a szent király koponyáját előbb egy egyszerű ereklyetartóba, majd a hermába helyezték el, és a nagyváradi székesegyházban őrizték. A herma sodronyzománcos mellrésze a később Európa-szerte elterjedt díszes zománctechnika első ismert emléke. Az Európa legszebb hermájának tartott ötvös remekmű az egyetlen hiteles Árpád-házi királyábrázolásunk. A szent ereklyét Náprági Demeter erdélyi püspök hozta Győrbe, amikor győri főpásztorrá nevezték ki 1607-ben. Minden év június 27-én ünnepi körmeneten hordozzák körbe a szent király hermáját.
- - Boldog Apor Vilmos püspök síremléke

Apor Vilmos 1892. február 29-én született székely főnemesi családból, 1915-ben szentelték pappá. Előbb káplán, majd katonalelkész, 1918-tól plébános Gyulán. Szociálisan nagyon érzékeny lelkipásztor. 1941. március 2-án győri püspökké nevezték ki. A II. világháború alatt fellépett az erőszak és üldöztetések ellen. 1945. április 2-án a Püspökvárba menekült asszonyok és lányok védelmezése közben orosz katonák lelőtték. A vértanú püspököt 1997. november 9-én II. János Pál pápa boldoggá avatta.
- - Könnyező Szűzanya-kép

Az Írországból, Walter Lynch ír püspök által 1655-ben Győrbe menekített kép 1697. március 17-én, Szent Patrik ír védőszent ünnepén vérrel könnyezett. A kegyképnek 1767-ben Zichy Ferenc püspök emeltetett gyönyörű barokk oltárt.

#### A Káptalandomb többi nevezetessége
A Bazilika déli oldalánál ódon, macskaköves tér az Apor Vilmos püspök tere húzódik. A tér közepén az Árpád-kori Szent Lázár plébániatemplom maradványai, és mellette Győr egyik legjelentősebb szobrászati emléke, a rokokó Szent Mihály-szobor áll (Szent Mihály arkangyal letaszítja a mennyből Lucifert, 1764,). A tér déli oldalát a Konferencia Hotel határolja, a keleti oldalon álló Apor Vilmos püspök tere 1-2. számú épület gótikus eredetű, mai formájában barokk. Egykor itt működött a püspöki jószágkormányzóság, ma a Borsos Miklós Gyűjtemény található az épületben.
A Bazilika északi oldalával szemben a Duna parton, a várfalakra építve áll a Győri Hittudományi Főiskola neoromán stílusú, 19. század végi épülete. Innen indul a Káptalandombról a Dunakapu térre vezető út. A Bazilika tövében a Gutenberg térre vezető út mentén harmonikus történelmi házsor húzódik meg. A 13. számú Őrkanonoki-ház egyszerű barokk homlokzatának legfőbb dísze a három konzollal alátámasztott zárt erkélye. Utcára nyíló udvarában a homlokzat fülkéjében szép Madonna-szobor látható, mely 1695-ben készült. A mellette álló 15. számú Nagypréposti palota négy épületből épült össze, jelenlegi formáját 1655-ben nyerte. A tört vonalú, emeletes, copf homlokzatú háznak két kapuja van, mindkettő felett zárterkéllyel. Sima földszintjén szalagkeretes ablakok közt állnak a vörösmárvány keretezésű kapuk. Az emeleten a könyöklős és szalagkeretes ablakokat vakolatból készített copf stílusú díszek veszik körül. Szemben a Káptalandomb 28. számú 18. századi barokk épület szép zárterkélyével hívja fel magára a figyelmet, a ház keleti oldala melletti szűk lépcsős köz az Egykori Papnevelde kétemeletes barokk épületéhez vezet, mely ma az Egyházmegyei Kincstár, Könyvtár és Kőtár otthona (Káptalandomb 26.).
- - Egyházmegyei Kincstár, Könyvtár és Kőtár

A kincstár jellegében liturgikus tárgyakból áll: az ajándékozó püspökök, főurak a saját koruk stílusának megfelelő értékes ötvösremekeket, textilgarnitúrákat adományoztak az egyháznak. A 15-16. századból elsősorban magyar munkák, a 18. századtól egészen a múlt század elejéig az erős osztrák kapcsolatok miatt többnyire bécsi darabok kerültek a gyűjteménybe. A legnagyobb adományozók Zichy Ferenc, Simor János és Zalka János püspökök voltak. Rendkívül értékes a kincstár gótikus kelyhekből álló gyűjteménye, melynek legkorábbi darabja a 15. század elejéről származik. A sodronyzománcos és filigrándíszes kelyhek a Mátyás-kori művészet gyönyörű emlékei. A 17. század végén készült a kincstár egyik legszebb úrmutatója, melyet 1701-ben ajándékozott a Székesegyháznak Keresztély Ágost püspök. A győri kincstár textilemlékei a 15-16. századból származnak, egykor a templomi felszerelésekhez tartoztak vagy a liturgikus papi öltözékek darabjai voltak. A muzeális könyvtár két értékes régi bibliotéka egyesítésével jött létre: az egykori Papnevelő Intézet és a Székesegyház régi könyvállományát tartalmazza. A Győri Egyházmegyei Kincstár és Könyvtár ma mintegy 67 ezer kötet könyvet, 190 ősnyomtatványt és 362 darab 1850 előtt készült kéziratot őriz. A legértékesebb könyv a Hunyadi Mátyás könyvtárából származó Korvina, illetve a Nagyváradról Győrbe került legnagyobb magyarországi kódex, a Zalka-antifonálé.
A kőtárban középkori, újkori kövek, kőmaradványok láthatók a győri Püspökvárból és a Bazilikából. Kiemelkedő műtárgyak: Anjou-címer (14. sz.), keresztelő medence töredéke (13. sz.), gótikus mérműves ablak (15. sz.), püspöki címerek (16–18. sz.). A kisteremben Lebó Ferenc szobrászművész kiállítása tekinthető meg.
Az Egyházmegyei Múzeumtól kis utcácska vezet a Bazilikához, az utcácska északi oldalán hangulatos, kicsi, egyemeletes, késő romantikus lakóház áll (Káptalandomb 24.), a déli oldalon álló egyemeletes barokk épület (Káptalandomb 20-22.) több apró ház egybeépítésével jött létre, tört vonalú homlokzata ma is mutatja a korábbi házak elosztását. Az épület keleti homlokzatán még megmaradt a barokk oromzatos architektúra. Az Egyházmegyei Múzeumtól dél felé vezető utcában is ódon házakkal találkozunk, az utca folytatásában vezet le a Káptalandombról a keleti Lépcső köz, melynek lejárata mellől széles lépcsős utca vezet a Konferencia Hotel keleti oldaláig, innen indul a nyugati Lépcső köz, illetve egy szűk utcán az Apor térre is visszajuthatunk.

### Váralja

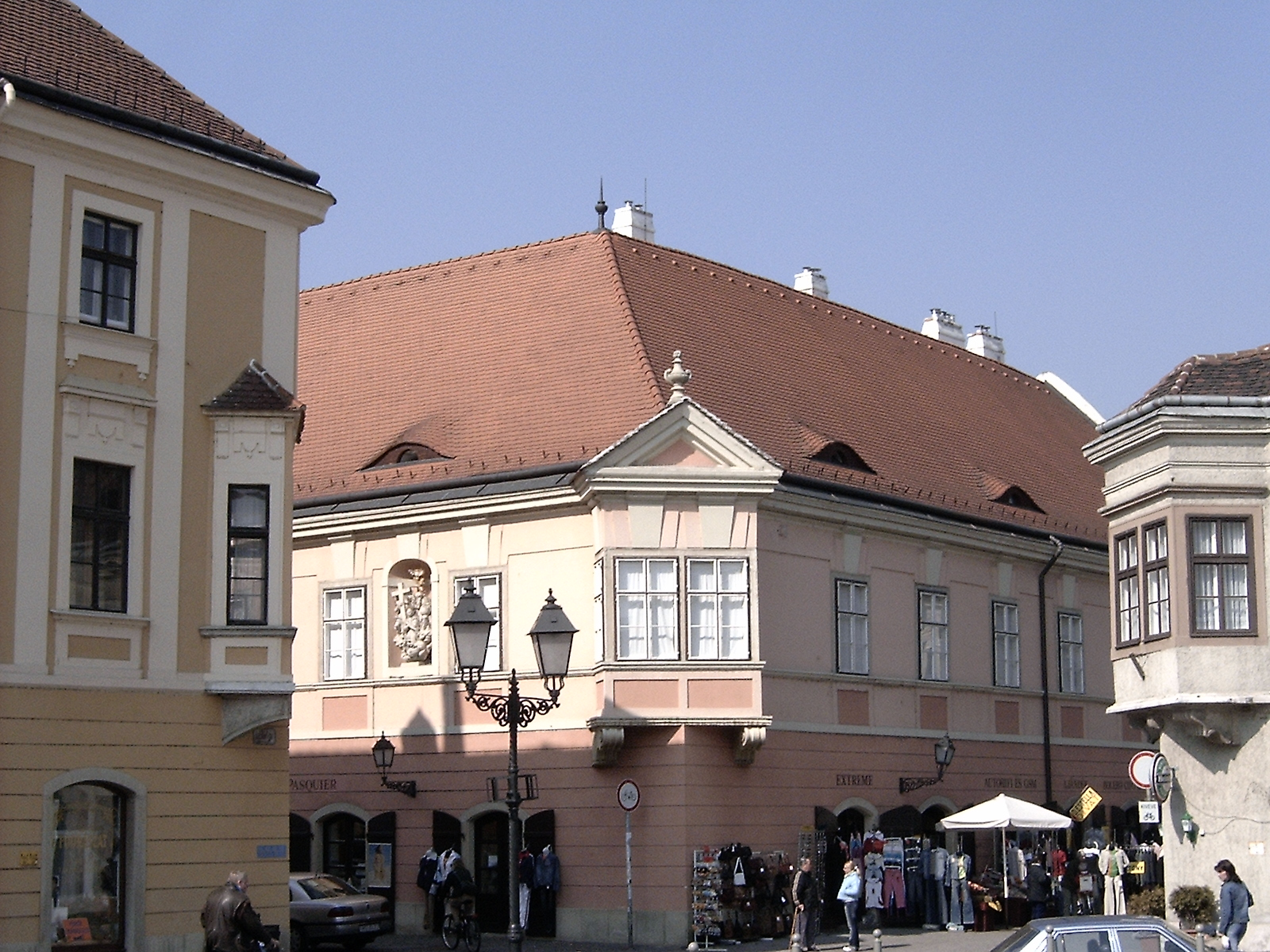
A sarokerkélyek városa

Váralja néven az Óváros Káptalandombon kívüli részét nevezzük összefoglalóan. Az itt sorakozó utcák, terek, hazánk legszebb, leghangulatosabb barokk városképeinek egyikét mutatják. Legjellegzetesebb építészeti jellegzetessége a sarkokon elhelyezett zárterkély, Győrt ezért
gyakran nevezik a sarokerkélyek városának.

#### Bécsi kapu tér és környéke
- Bécsi kapu tér

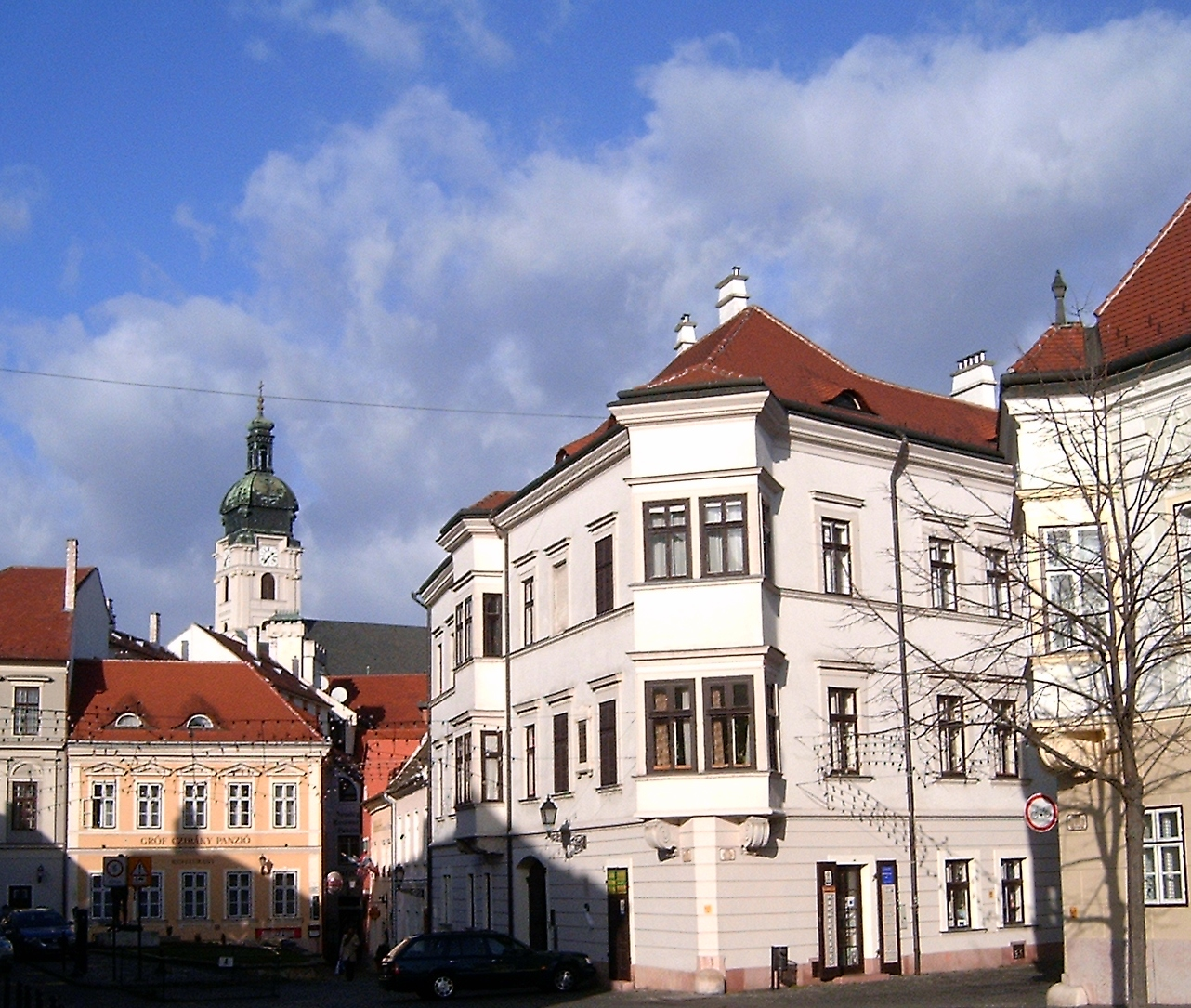
Bécsi kapu téri részlet

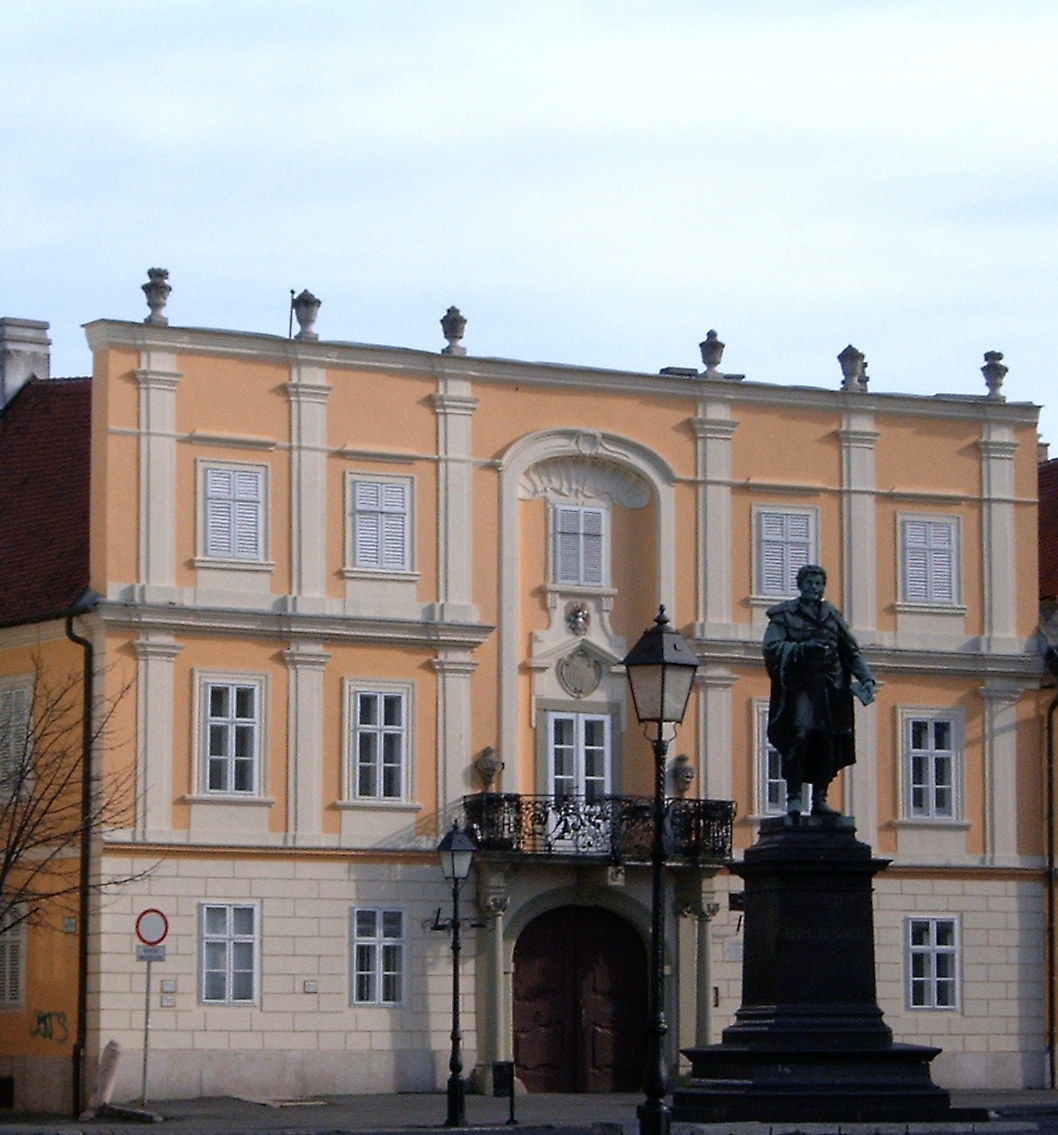
Az Ott-ház

A szabálytalan alakú Bécsi kapu tér, Magyarország egyik legszebb barokk tere a Káptalandomb délnyugati lábánál terül el, nyugati része a 19. század közepe óta, az egykor itt állt reneszánsz Bécsi kapu lebontása óta nyitott. Ez Győr legrégibb tereinek egyike, mai formáját a barokk korban nyerte el. A tér valamennyi épülete műemlék. A tér közepén áll Kisfaludy Károlynak, a Győr vármegyei Tét szülöttének bronzszobra.
- - Karmelita templom

A tér déli oldalán a karmeliták barokk temploma, Győr egyik legjellegzetesebb műemléke áll. Győrött a karmeliták 1697-ben telepedtek le. Templomuk a rendbeli Athanasius Wittwer laikus testvér tervei szerint épült 1721–1725 között. A kolostor 1732-re készült el. Az épület olaszos karakterű főhomlokzata mögött ellipszis alakú, kupolával fedett hajó és négyzetes szentély húzódik meg. A Szűz Mária előtt hódoló Szent Istvánt és Szent Imrét ábrázoló főoltárkép Mario Altomonte műve. Az épületegyüttes híres Loretói-kápolnájában 1717-ben készült „Fekete Mária” szobor áll. A templomhoz délről hatalmas barokk rendház csatlakozik, mely ma szállodaként működik.
A Bécsi kapu tér többi oldalán barokk lakóházak sorakoznak.
A teret keletről lezáró pompás barokk házak között a 16. századi eredetű, két sarokerkélyes kora barokk Altabak-ház, valamint a copf stílusú látszólag két, valójában egyemeletes Ott-ház a legfigyelemreméltóbbak. A tér északnyugati oldaláról két barokk ház közti kőkeretes kapun keresztül fedett átjáró vezet a festői szépségű Sforza-udvarba, ahol az Újkori Kőtár, az innen induló kazamatákban pedig a Római Kori Kőtár gyűjteménye tekinthető meg. A térről indul a Rába kettős híd, amely a Radó-szigeten át Újvárosba és Szigetbe vezet. A hídfőnél kis Óratorony látható.
A Bécsi kapu térről lépcsősor vezet a Rába parti Bástya sétányra, ami a várfalak alatt a Dunakapu térre vezet. A sétány kezdeti, térré szélesedő részén Szent István lovasszobra látható, a várfalak tövében ágyúk sorakoznak.
- Virágpiac

A Bécsi kapu térről az Aradi vértanúk útja vezet a Virágpiacra. Ezen a téren állt a vár délnyugati bástyája, északról a Klastrom Hotel, délről romantikus műemléklakóházak keretezik. A tér délkeleti sarkán található az Arrabona Áruház, melynek bejárata az Arany János utcában van.

#### Az Óváros délnyugati része
A Bécsi kapu tér és a város barokk főtere, a Széchenyi tér közti területet barokk lakóházakban gazdag utcák, és néhány középkori hangulatú kis köz hálózzák be. A Bécsi kapu térről három utca is vezet a Széchenyi térre.
- Király utca

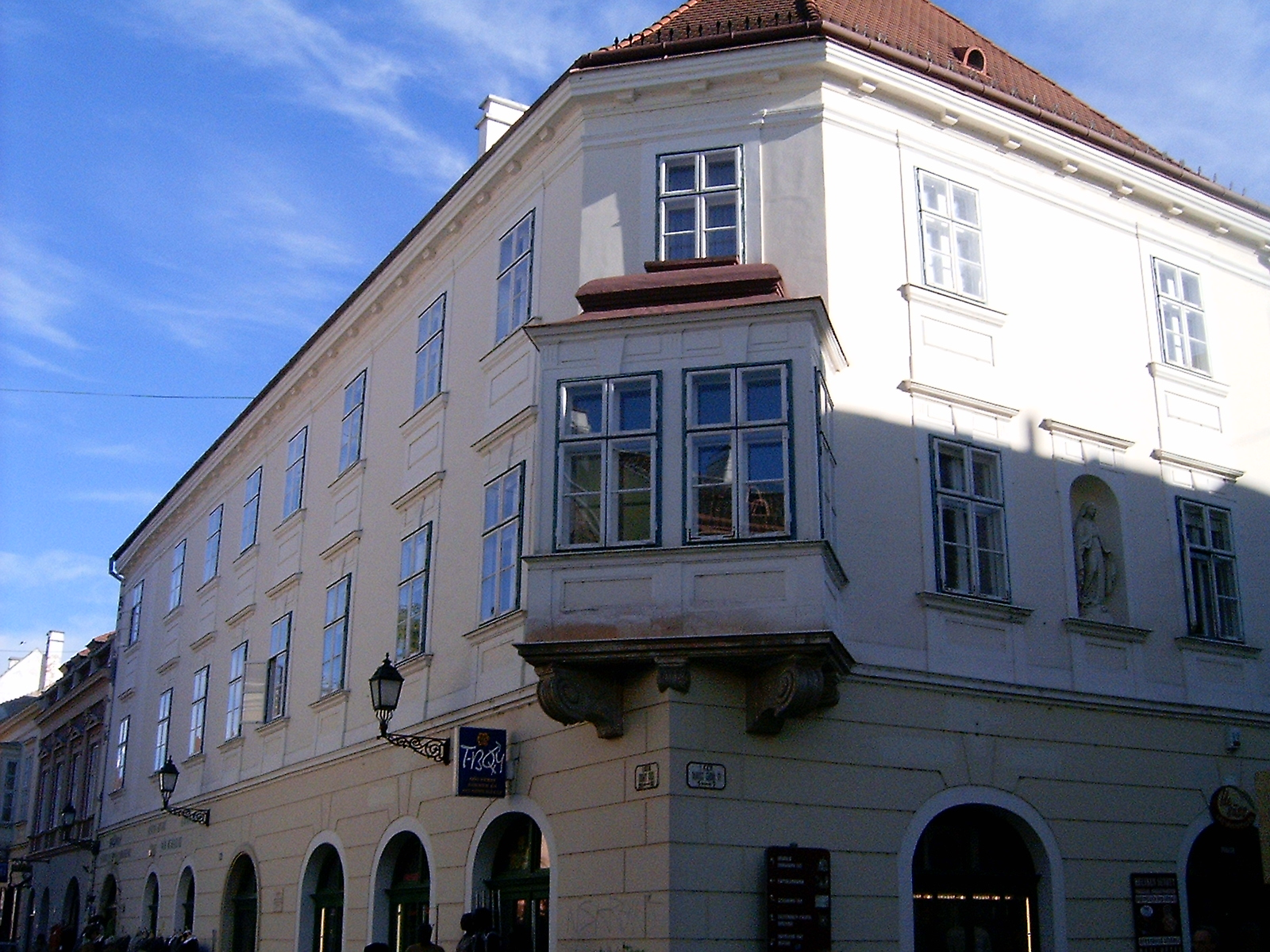
Az egykori Fekete Sas Fogadó a Király utcában

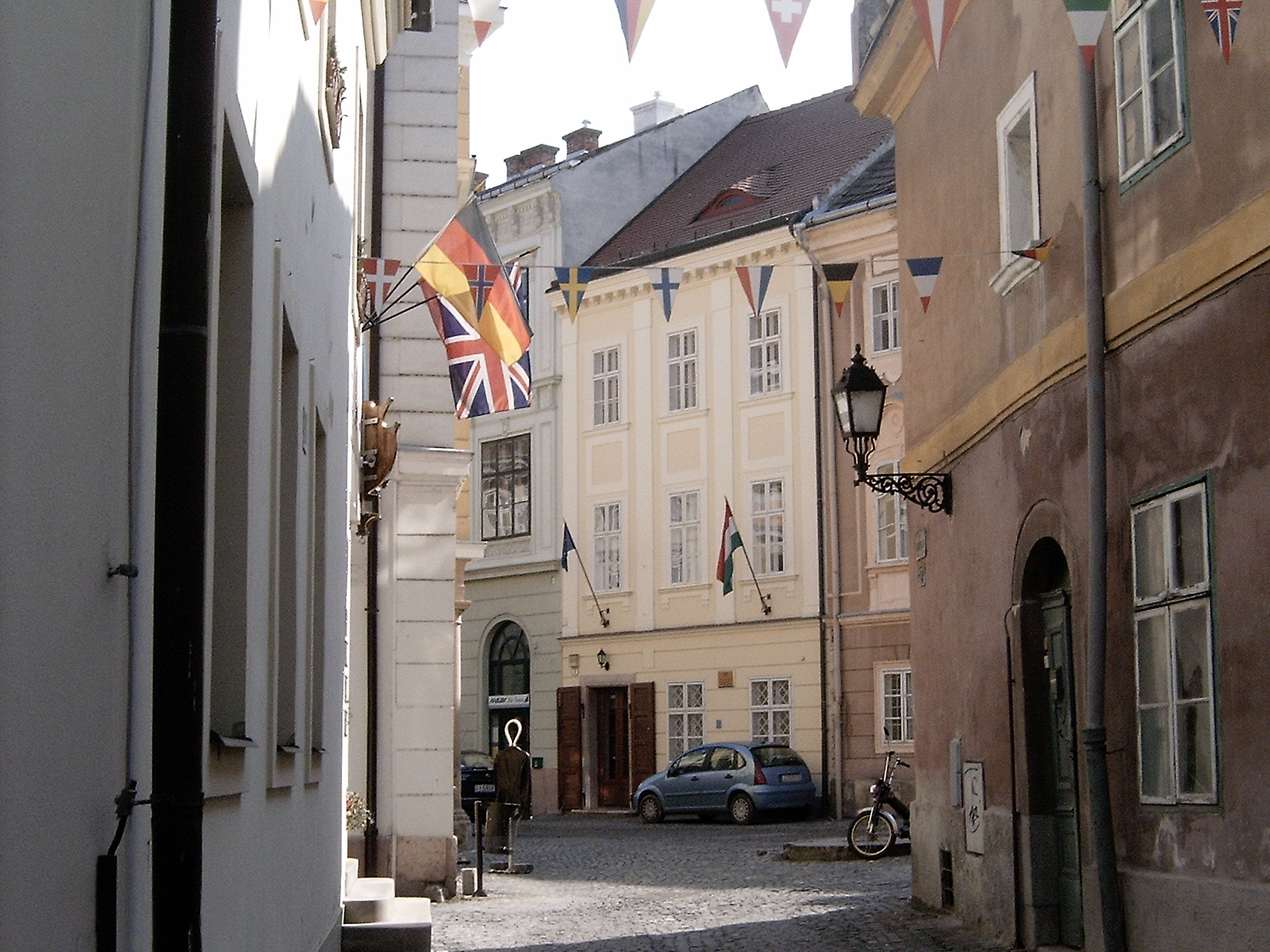
A Sarkantyú köz

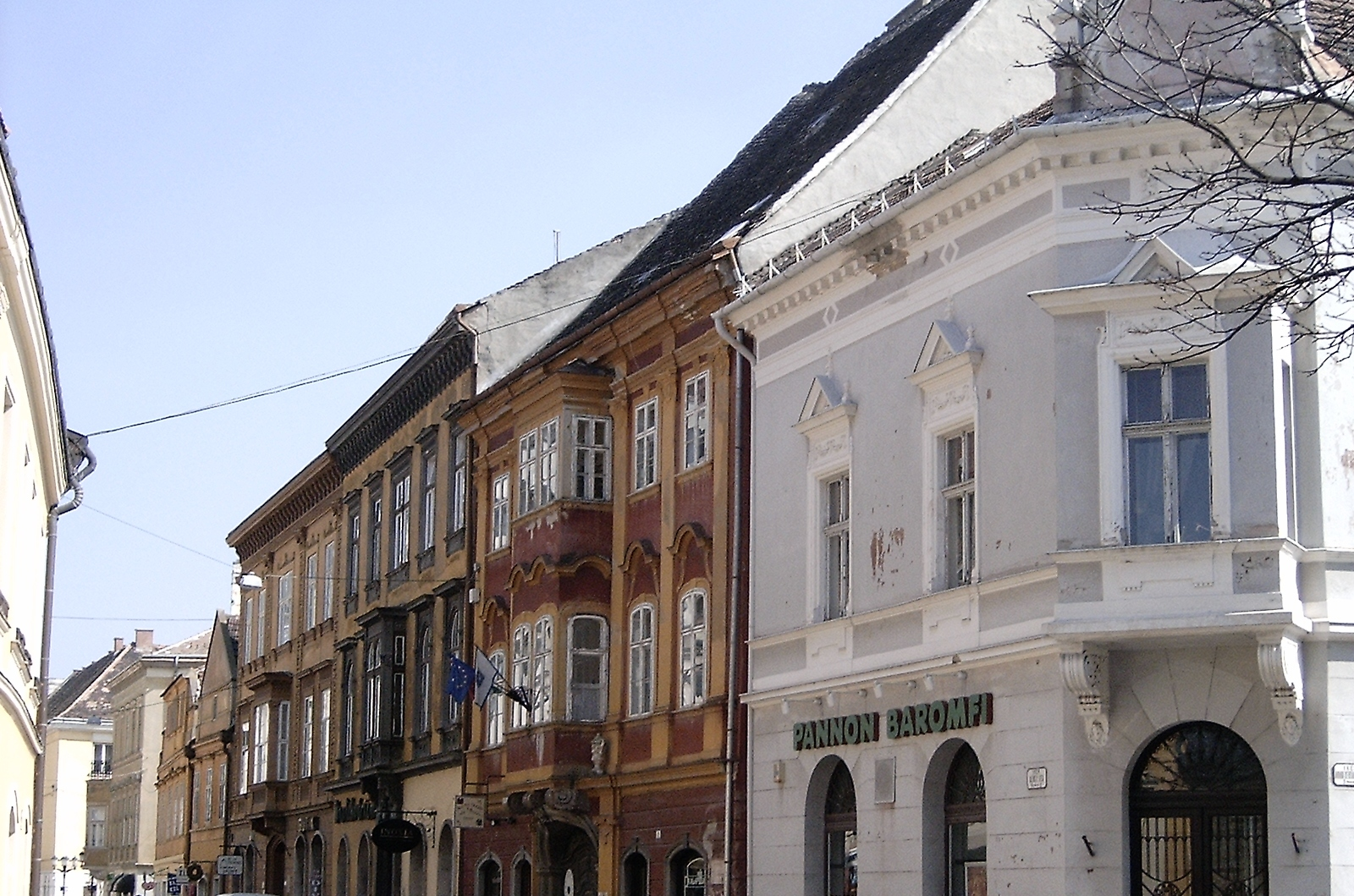
Kazinczy utcai részlet

A legészakibb, a Király utca a Káptalandomb déli várfalának vonalát követi. Az utca valamennyi épülete műemlék. Az utca nevezetesebb épületei a Napóleon-ház kétemeletes barokk épülete, a kora barokk Probst-ház, a Pápai pálosok háza, a kétemeletes sarokerkélyes Egykori Fekete Sas Fogadó , valamint az utca legvégén, a Széchenyi tér sarkán az Esterházy-palota barokk épülete, mely a Városi Művészeti Múzeum központi épülete. Az utcából két lépcsős köz vezet a Káptalandombra.
- Sarkantyú köz

A Bécsi kapu tér északkeleti sarkától kígyó alakban tekergőző kis köz vezet a Király utcába, alakjáról némi fantáziával sarkantyú juthat eszünkbe, innen ered a neve, az ódon kis utcácska a régi győri vár hangulatát őrzi.
- Szabadsajtó utca

A Bécsi kapu tér és a Széchenyi tér középső részét a Szabadsajtó utca köti össze, mely középkori eredetű, ezt már keskeny mivoltából kitalálhatjuk, jórészt barokk kori lakóházak határolják. A Baross út sarkán álló monumentális klasszicista, sarokerkélyes Krausz-ház a legfontosabb látnivalója, mely a Kisfaludy Károly Könyvtár otthona.
- Kazinczy utca

A Bécsi kapu tér és a Széchenyi tér déli részét összekötő utca szintén gazdag műemléki látnivalókban. Nevezetesebb épületei az Egykori Korona Szálló valamint a kétemeletes zárterkélyes Rozália ház. Az utca 4. számú háza Győr egyik legszebb kora barokk polgárháza.
- Sarló köz

Az Egykori Korona Szálló épülete mellől indul a kis középkori eredetű Sarló köz , mely az Aradi vértanúk útjáig, a Klastrom Hotel bejáratáig vezet. A kis köz házainak homlokzatát szabálytalanul elhelyezett, apró nyílások tagolják. Az épületek alaprajza megőrizte az egykori, utcára merőleges boltok falait valamint nehézkes boltozatait. A 15. számú ház udvarában reneszánsz fejezetes középkori kőoszlopot találunk, ezzel bizonyítva, hogy ezek a kis szabálytalan közök mentén találhatók a város legrégibb, kora középkori épületei többszörösen átépített formában.
- Kisfaludy utca, Arany János utca

A Virágpiac északkeleti sarkától indul kelet felé a Kisfaludy utca, mely egykor a győri iparosok és kereskedők szegényebb rétegeinek utcája volt. Hangulatát a klasszicista épületek határozzák meg. Különösen a 16. számú ház őrizte meg épen a 19. századi győri polgári ház típusát. A 15. számú késő barokk épület sarokerkélye is figyelemre méltó, közvetlenül mellette egy másik sarokerkély is található, már a Baross út sarkán. Az Óváros déli határát jelölő Arany János utca is a Virágpiacról indul kelet felé, és a Győri Nemzeti Színház 1978-ban emelt épületéig vezet. Házai jórészt a 19. századból származnak.
- Baross út

A Baross út Győr legjelentősebb sétáló- és üzletutcája, a Belváros észak-déli tengelye. Számos étterem, üzlet, cukrászda és fagyizó található itt. Az utca házainak nagy része romantikus stílusú, néhány a második világháború során elpusztult ház helyére az utcaképbe nem illő modern épület került. Több nagyvárosias kupolás, vagy épp sarokerkélyes többemeletes épület áll az utcában, mint például a Kisfaludy Károly Könyvtár (Baross út 4.). Figyelmet érdemelnek a különböző utcasarkokon elhelyezett szobrok, így a Bajcsy-Zsilinszky út sarkán lévő Kőcsiga szökőkút, az Arany János utca kereszteződésében álló Dunai hajós szobra, a Kisfaludy utca kis teresedésénél lévő Halas szobor, valamint a Kazinczy utcai csomópontnál lévő Sárkányölő Szent György szobor.
Az Arany János utcai csomóponttól délre állt a reneszánsz Fehérvári-kapu és annak tetején a 18. század végén barokk stílusban épült tűztorony, amit a 19. század végén lebontottak. A Baross úton vörös téglák jelzik a kapu egykori helyét. Az egykori tűztorony a városháza tornyának szolgált mintául.

#### Széchenyi térés környéke

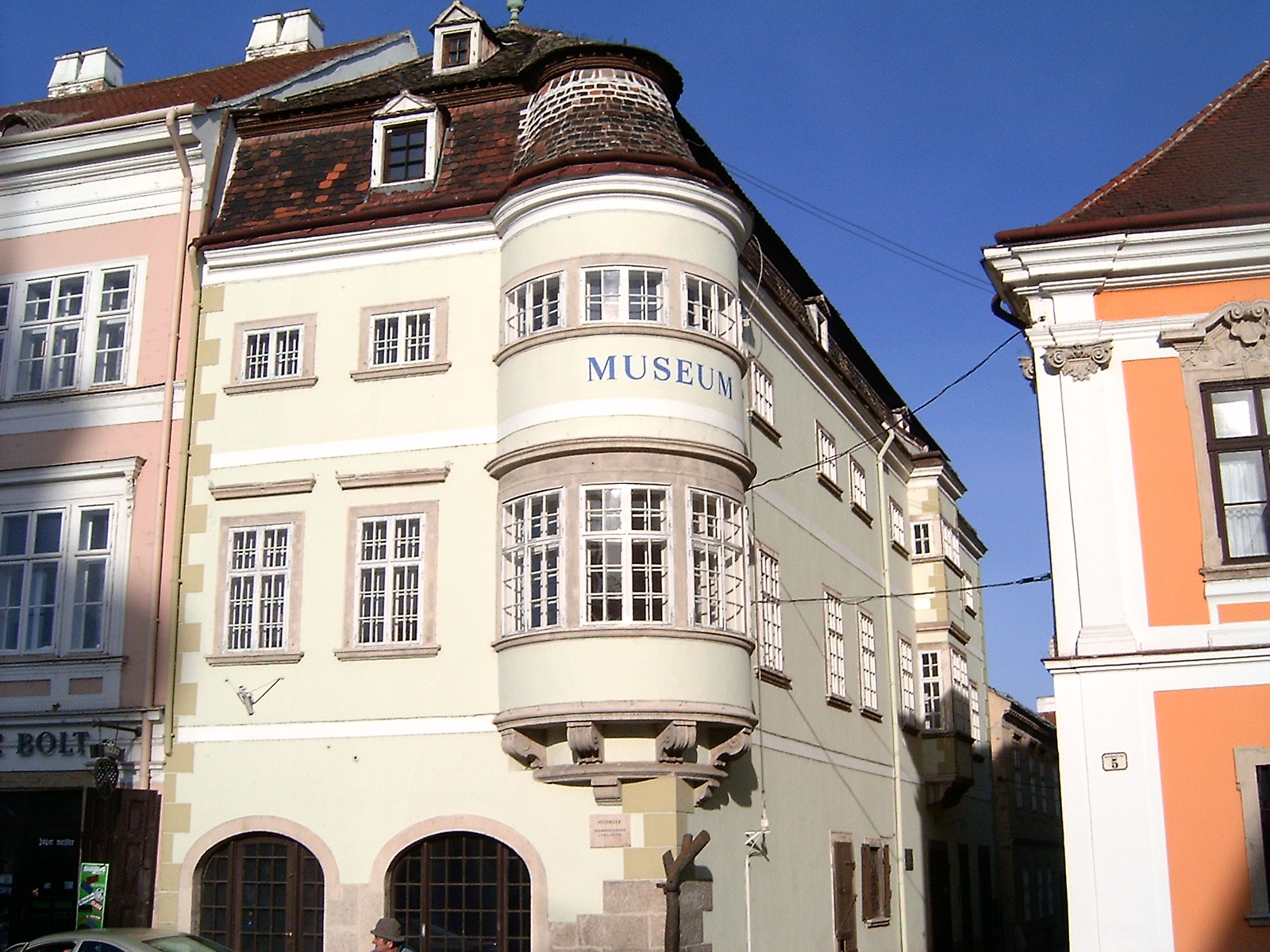
A Vastuskós-ház

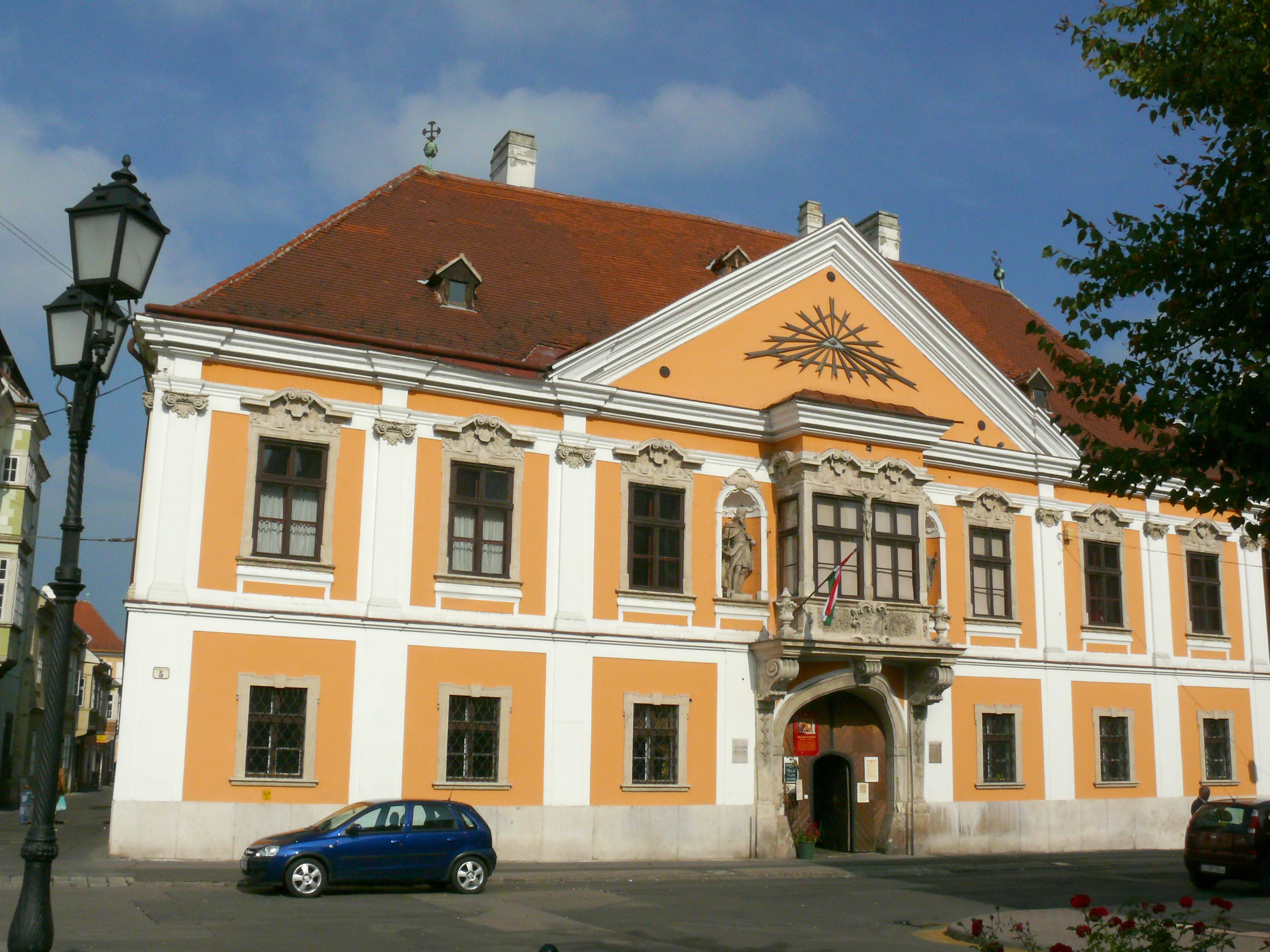
Az Apátúr-ház (Xántus János Múzeum)

Győr hagyományos főtere a 14. század óta piactérként használt központi fekvésű Széchenyi tér, amely helyén valaha a római kori polgárváros volt. A török időkben föld alatti börtön volt. Később itt volt a pellengér. A mai múzeum épület előtt a nemesemberek kivégző helyéül szolgált. Itt volt az utolsó boszorkányégetés 1688-ban. 1715-ben a lőcsei fehér asszonynak, Korponay Jánosnénak itt vágták le a fejét.
- Mária oszlop

Az emlékművet Kollonich Lipót győri püspök emeltette 1686-ban Buda töröktől való visszafoglalása emlékére. A négy magas barokk szobor Szent Istvánt, Keresztelő Szent Jánost, Páduai Szent Antalt és Ausztria védőszentjét, Szent Lipótot mintázza. Szűz Mária, Magyarország védasszonya füzéres és angyalfejes magas oszlopon áll, fején a magyar koronával, jobbjában a gyermek Jézussal.
- Loyolai Szent Ignác Bencés templom és rendház

A Győrött 1627-ben letelepedett jezsuiták első temploma 1634–1641 között épült Baccio del Bianco tervei szerint, a római Il Gesu templom mintájára. A rendház és az iskola is állt már 1667-ben. A két torony 18. századi. A jezsuita rend feloszlatása után a bencések lettek az épületegyüttes tulajdonosai (1802). A templom belseje kora barokk stílusú. A hajó díszítése a 18. század derekán született: a főoltárképet (Szent Ignác megdicsőülése), a szentély és a hajó mennyezetképeit (Szent Ignác mennybevitele és Angyali üdvözlet) Paul Troger, a bécsi barokk festészet legjelesebb művésze alkotta. A gyönyörű barokk szószéket 1749-ben Gode Lajos készítette, az orgonaszekrény 1755-ből származik.
- Széchényi Múzeumpatika

Az egykori jezsuita gyógyszertár ma is működő patika, s egyben múzeum is, barokk berendezése egyedülálló
- Vastuskós-ház

A kora barokk Vastuskós-ház kétemeletes, hengeres sarokerkélyére külön felhívjuk a figyelmet. Nevét a sarokerkélynél látható szögekkel kivert fatörzsről nyerte, mely a 19. században egy fűszerkereskedés cégére volt. Az épületben a Patkó Imre gyűjtemény található, 20. századi óceániai és ázsiai kultúrák életébe nyerhetünk bepillantást megtekintésével. A háznak az innen nyíló Stelczer Lajos utcában is van egy szép zárterkélye. A középkori eredetű utcácska látnivalója a Torkos-palota.
- Apátúr-ház

Az Apátúr-ház a győri barokk legszebb polgári emléke. Zárterkélyes, szobrokkal díszített homlokzata, udvara és a Múzeum köz és Stelczer utca felőli oldalának szép kovácsoltvasrácsai a legfőbb látnivalói. Az épületben működik hazánk legrégibb vidéki múzeuma a gazdag anyagú Xántus János Múzeum, mely Győr történetét bemutató kiállításain kívül, az Abád-Hauser család valamint a Petz család orvostörténeti gyűjteményének is otthont ad.
- Régi városháza

A Régi városháza lekerekített homlokzatú szép barokk épület, nyitott erkélye felett Győr kőből faragott barokk címere látható. Már 1502-ben itt volt a városháza. Az épületben ma Győr Megyei Jogú Város Levéltára működik. Az egykori városháza pincéjében lévő egykori börtön – ahol Korponay Jánosnét, a lőcsei fehér asszonyt is őrizték – megtekintésre érdemes.
- Lloyd-Curia Nobilitaris

A teret keletről a Lloyd eredetileg barokk, később klasszicista stílusban átalakított, majd a 20. században modernizált épülete határolja. Ma az épületben mozi működik. A Lloyd háta mögött a késő reneszánsz udvarú, barokk homlokzatú, sarokerkélyes Curia Nobilitaris áll. Ezen épület pincéjében született Kossuth Lajos felesége, Meszlényi Terézia.

#### Az Óváros keleti része

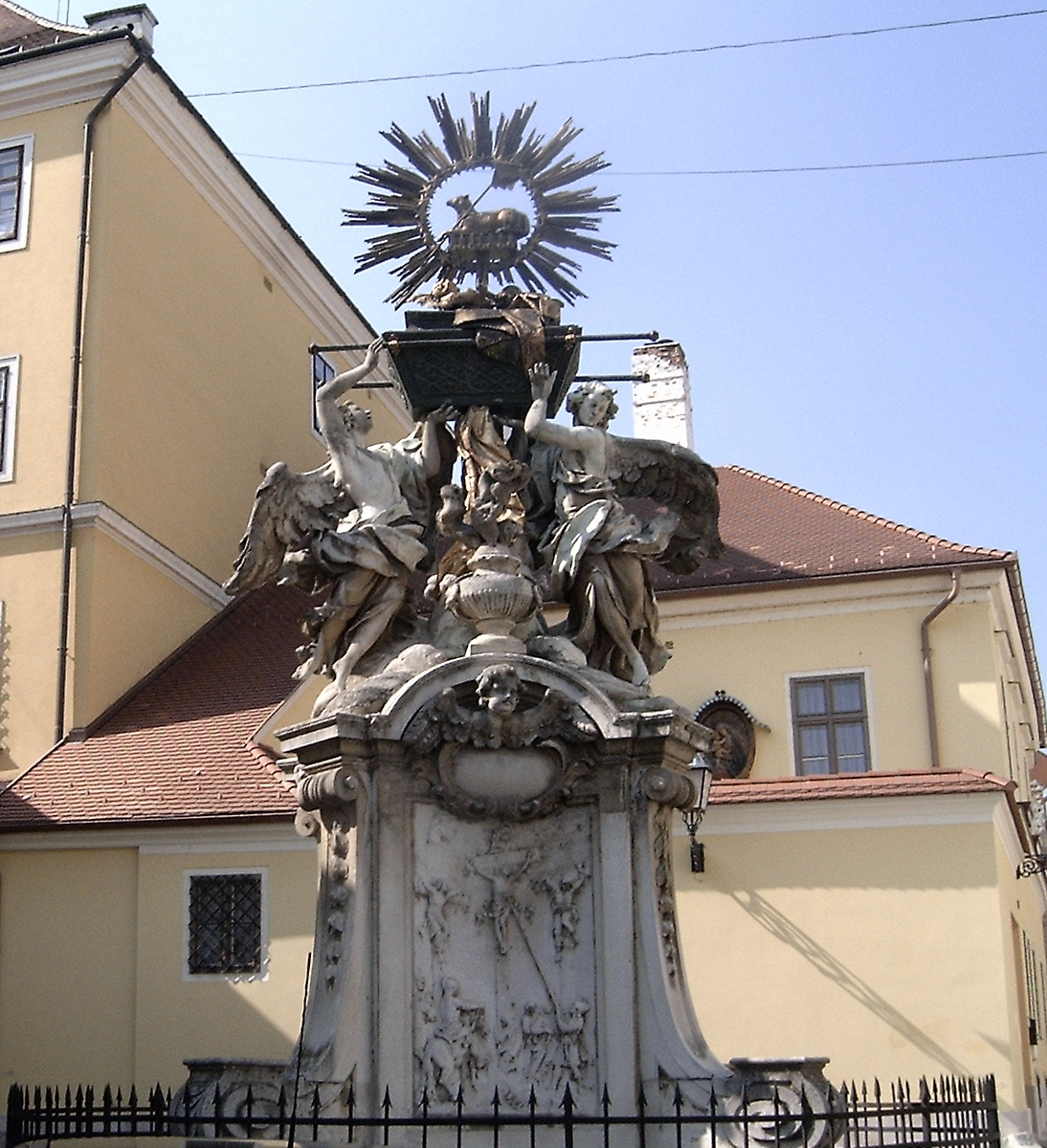
A Frigyláda-szobor

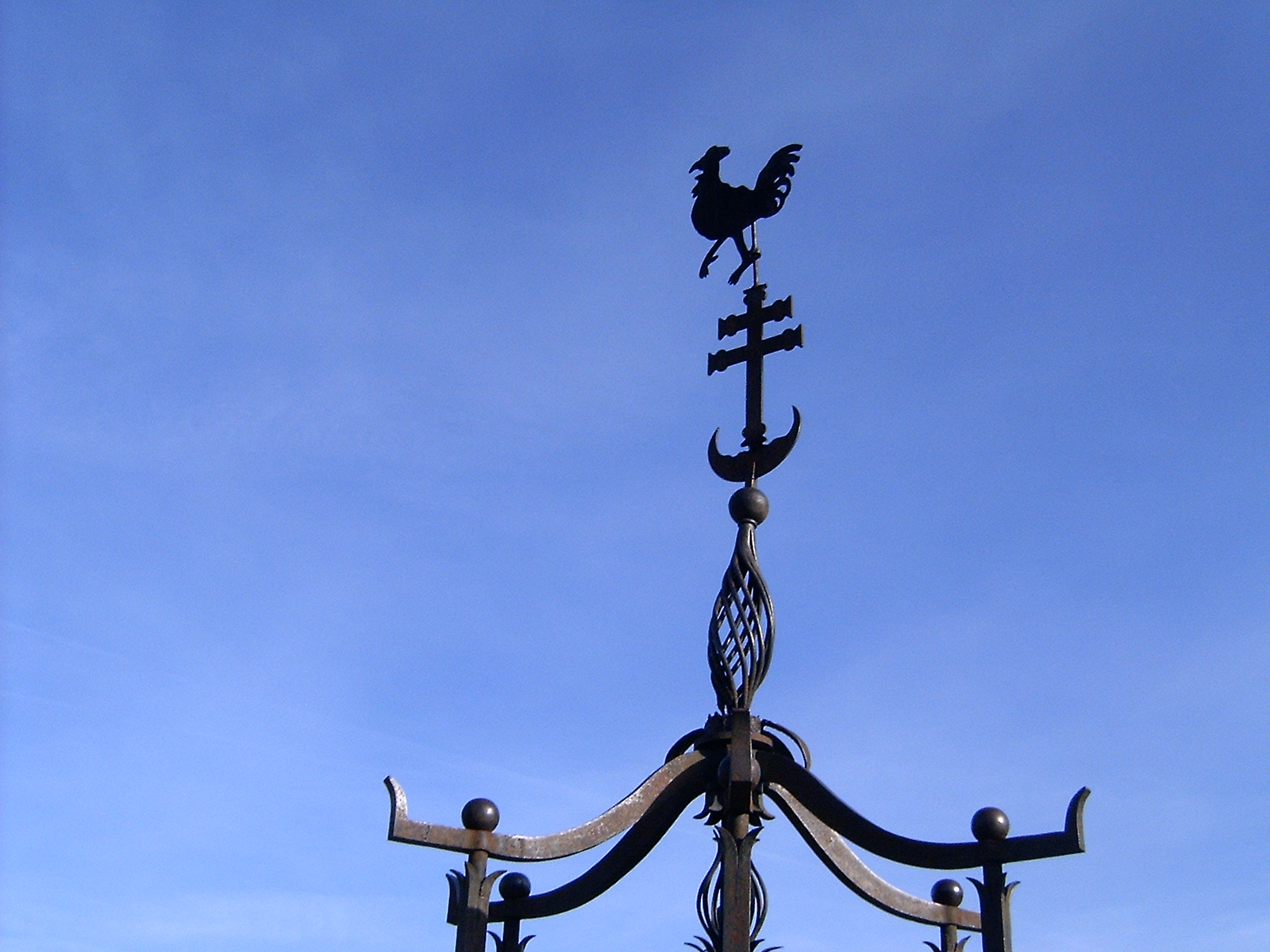
A győri vaskakas a Dunakapu téri díszkúton

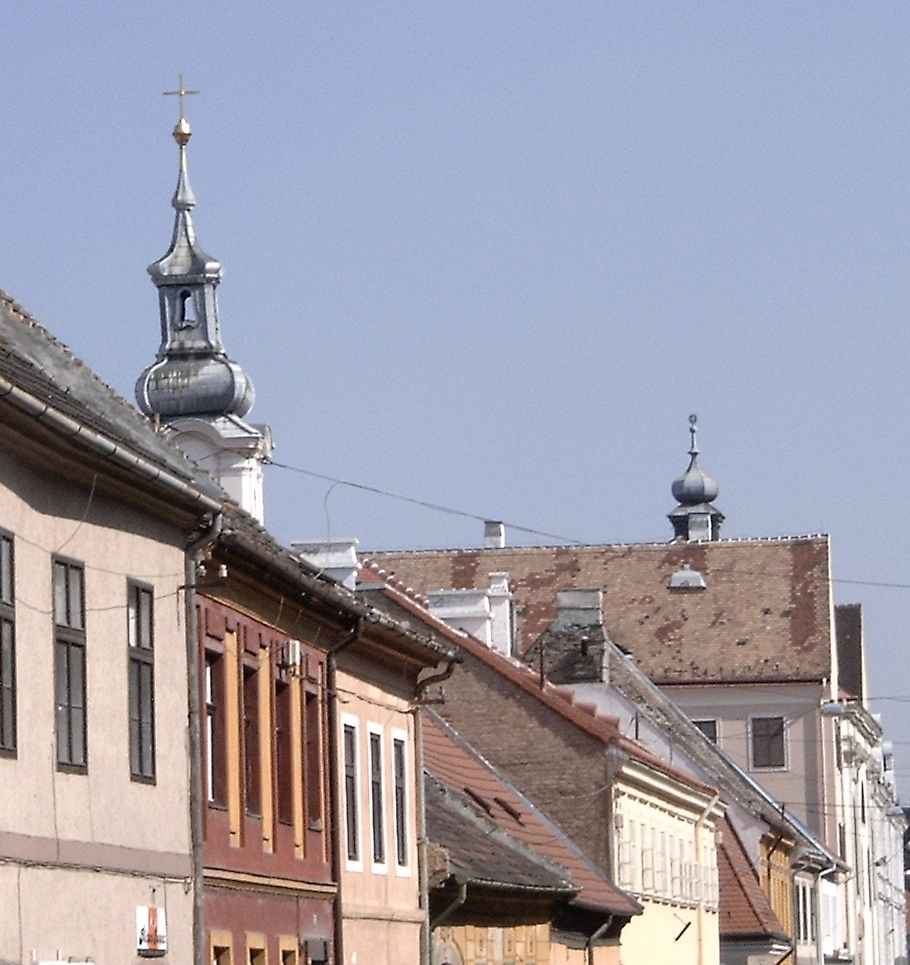
Apáca utcai részlet

A Káptalandombot kelet felé két úton is elhagyhatjuk, az egyik a Gutenberg térre, a másik a Dunakapu térre vezet.
- Gutenberg tér-Jedlik Ányos utca
  - Frigyláda-szobor

Az olaszos hangulatú kis Gutenberg tér fő látványossága a Frigyláda-szobor, Győr legszebb barokk szobra. 1729-ben egy bigámiával, hamis névhasználattal és szökéssel gyanúsított katona az akkori jezsuita kolostorba menekült. A katonák körbe vették a kolostort. A blokád megszüntetése érdekében a püspök a menekültet megpróbálta a püspökvárba átmenteni. Az úrnapi körmeneten ministránsnak öltöztetett katonát társai felismerték és a fegyveres katonaság a körmenetre támadt. A dulakodás közben a monstrancia kiesett a pap kezéből és eltört. Az emlékművet III. Károly király emeltette 1731-ben az oltári szentségen esett sérelem kiengesztelésére.
A téren áll a középkori eredetű, mai formájában 18. századi bástyaszerű kialakítású Kreszta-ház. A házban tekinthető meg a Kovács Margit Gyűjtemény. A téren halad keresztül a Jedlik Ányos utca, kivételes szépségű barokk lakóházai közül különösen a 17. századi két zárterkélyes 9. számú érdemes megtekintésre. Az utca másik látnivalója, a 16. szám alatti romantikus épület, oldalán az Aranyhajó cégérrel.
- Dunakapu tér

A Gutenberg térről néhány lépésre fekszik a nagyméretű Dunakapu tér, mely a vár itt állt Dunai vagy Vízi kapujáról kapta nevét (a kapu maradványai a többi városkapuval együtt a Bécsi kapu téri Várkazamata-Kőtárban láthatók). A tér közepén Győr jelképét a Vaskakast ábrázoló díszkút áll. A térről indul innen északra a Duna felett átívelő Kossuth híd, mely Révfaluba vezet. A teret középkori hangulatú barokk házsor zárja délről, az épületek közt a Káposztás köz sarkán lévő két sarokerkélyes lakóház a legfigyelemreméltóbb. A kis köz az Apáca utcába vezet.
- Apáca utca

Az Apáca utca házainak kedves összevisszaságával a régi Győr hangulatát idézi. Az utca legmonumentálisabb épülete az 5. szám alatti Káptalani zenészek háza. A copf stílusú kétemeletes épület helyén állt az első ismert győri városháza. A 9. szám alatti zárterkélyes Fejérváry-ház a késő reneszánsz lakóház-építészet legszebb győri példája. A 13. számú ház toszkán oszlopos udvara, a 20. számú épület szép sarokerkélye érdemel figyelmet. Tovább is barokk lakóházak határolják az utcát, melynek végén az Orsolyiták barokk temploma, rendháza és gimnáziuma áll. Szemben a déli oldalon a 46. szám alatti barokk lakóház reneszánsz udvara figyelemre méltó műemlék, mellőle indul a keskeny Hó köz, mely a Rákóczi utcába vezet.
- Vörösmarty utca, Bástya utca

Az Apáca utcát keresztező Vörösmarty utca legfőbb látnivalója a Német Ispita és a hozzá tartozó barokk templom. A Vörösmarty utca a Bástya utcába vezet, melyben számos kis ún. pattantyús-ház található, ezekben az egykori várfalak mellé épült házakban szállásolták el a város lakói a katonákat, ilyen házak találhatók az Óváros keleti határát képező Újkapu utcában is.
- Rákóczi utca

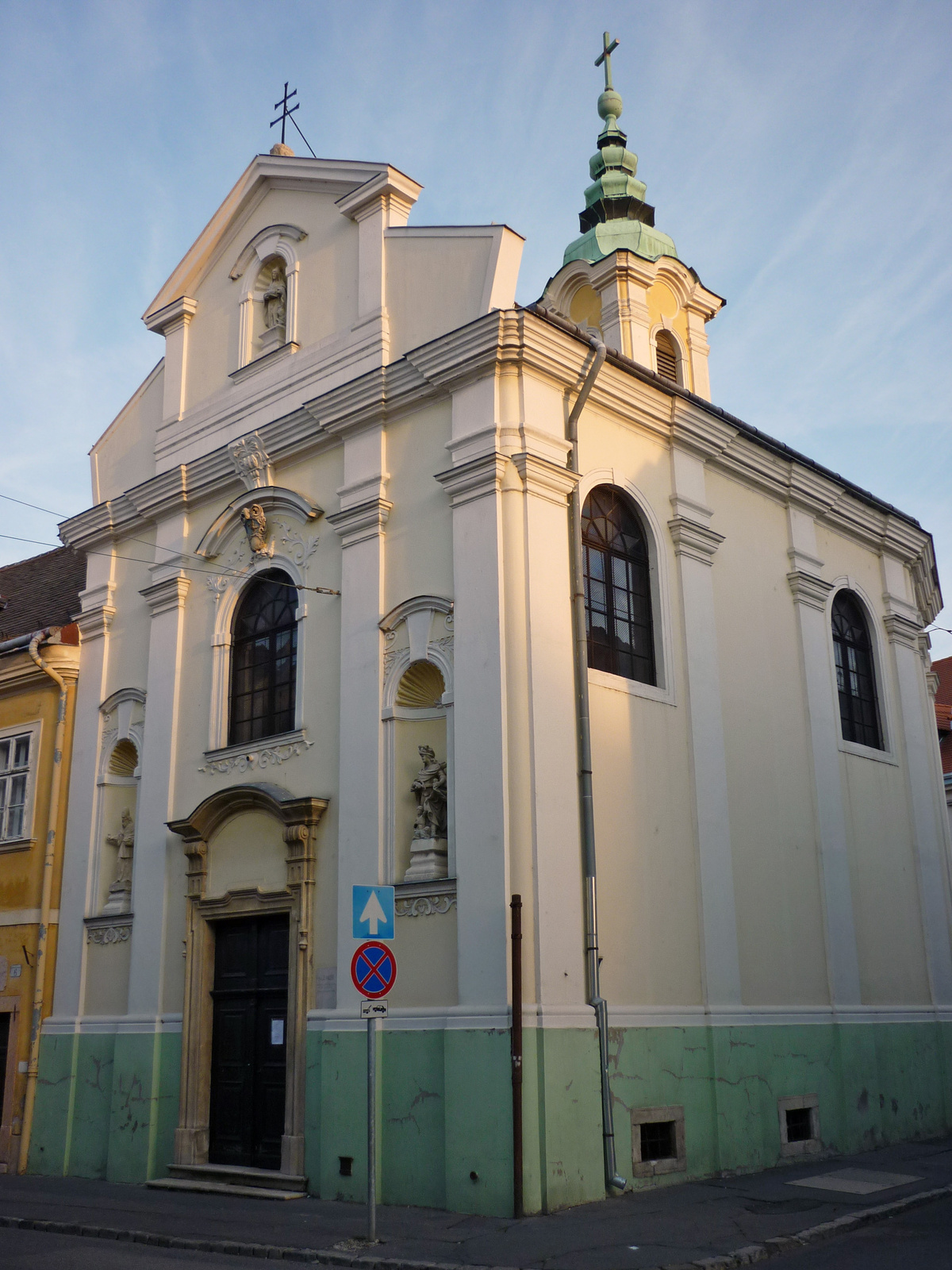
A Magyar Ispita temploma a Rákóczi utcában

A Rákóczi utcát főként barokk és klasszicista műemléki értékű lakóházak határolják. Az Újkapu utcai sarkon álló klasszicista Országgyűlés-ház neve onnan ered, hogy a ház helyén a középkorban álló Ferences kolostorban tartottak a 15. században a rendek Hunyadi János vezetésével országgyűlést. Az utca északi oldalán a 25. számú lakóház homlokzatán lévő pék-ábrázolás figyelemreméltó. A 21. számú barokk lakóház Győr legkeskenyebb telkén álló egy szoba szélességű háza. Az utca legfontosabb műemléke a Magyar Ispita épülete, melynek különösen két udvara a reneszánsz polgári építkezés egyik legszebb hazai példája. A Magyar Ispita ma a Váczy Péter Gyűjtemény otthona. Mellette áll a középkori eredetű barokk Magyar Ispita temploma. Néhány lépésre innen dél felé a Nefelejcs köz található.
- Nefelejcs köz-Gyógyszertár utca

A Nefelejcs köz valójában nem köz, hanem a város egy középkori kis tere. A teret délről a Rómer-ház sarokerkélyes barokk épülete határolja. Keletről az egykori román stílusú városi plébániatemplom, később ferences templom és kolostor majd megyeháza épülete határolja. A teret a keskeny, középkori eredetű Gyógyszertár utca köti össze a Széchenyi térrel. Az utcácska látnivalója a 14. századi eredetű mai formájában barokk lakóház, melynek előugró emeleti konzolsor középkori formáját megőrizte. Innen néhány lépéssel dél felé a Liszt Ferenc utca és a Teleki utca kereszteződéséhez jutunk.
- Liszt Ferenc utca

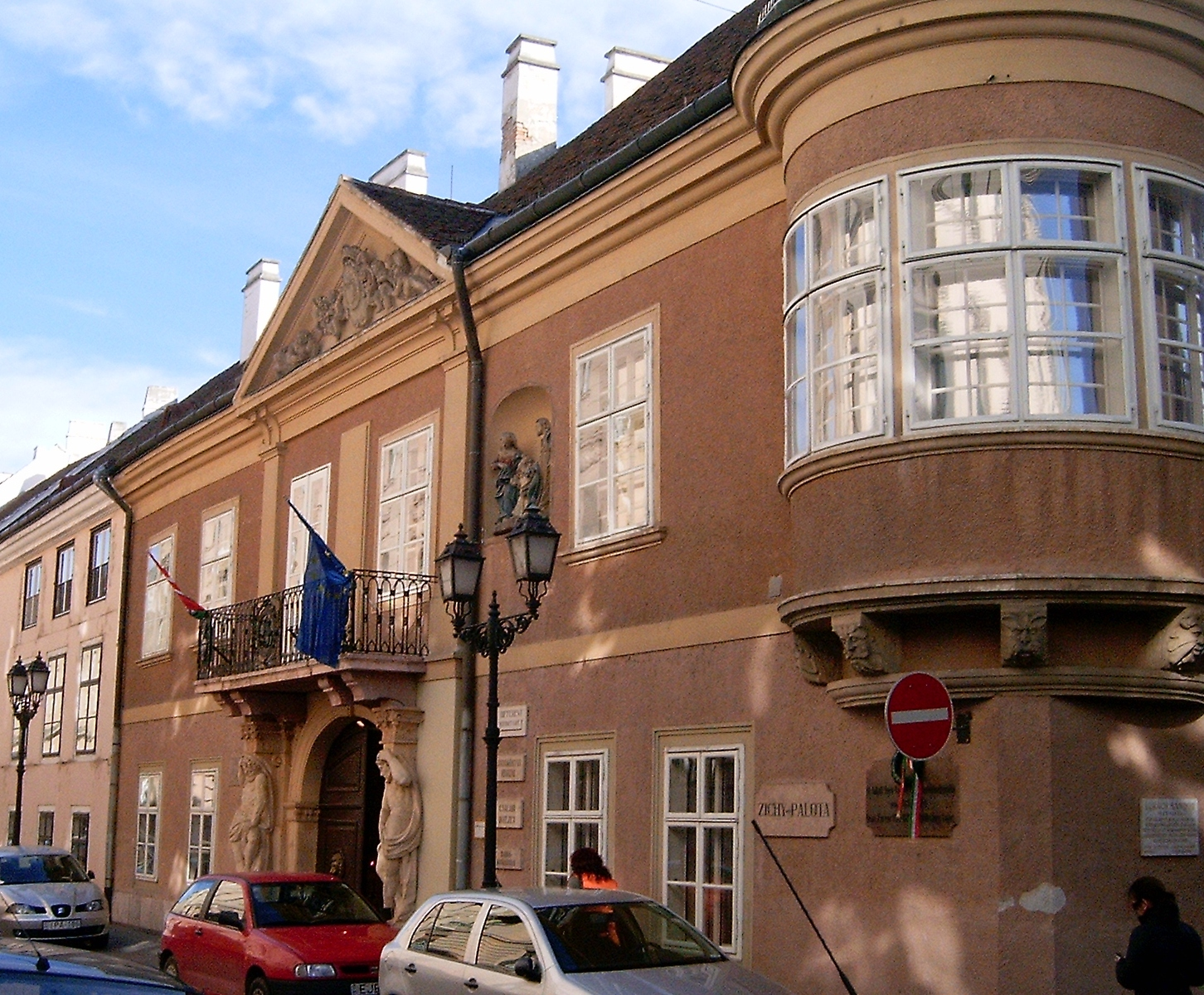
A Zichy-palota

A Liszt Ferenc utca és Teleki utca kereszteződést egyedülálló módon mind a négy oldalról sarokerkélyek határolják. A Liszt Ferenc utca innen nyugat felé néhány lépés után a Széchenyi térre vezet ki, a déli oldalon a Nemesi Konviktus copf palotája áll, az északi oldalon az utolsó ház a már említett Curia Nobilitaris. A Liszt Ferenc utcában található a Nefelejcs köznél már említett Régi Megyeháza klasszicista épülete. Az utca északi oldalán áll a romantikus stílusú egykori Jogakadémia épülete is. A déli oldalon klasszicista és barokk műemlékházak állnak, melyek közül a legjelentősebb a Zichy-palota. A sarokerkélyes épület bejáratát atlaszok tartják, az épület árkádos udvarral rendelkezik. A ház barokk berendezése egyedülálló. Az épületben házasságkötő terem található, valamint babakiállítás is van az épületben.

## A Belváros déli része

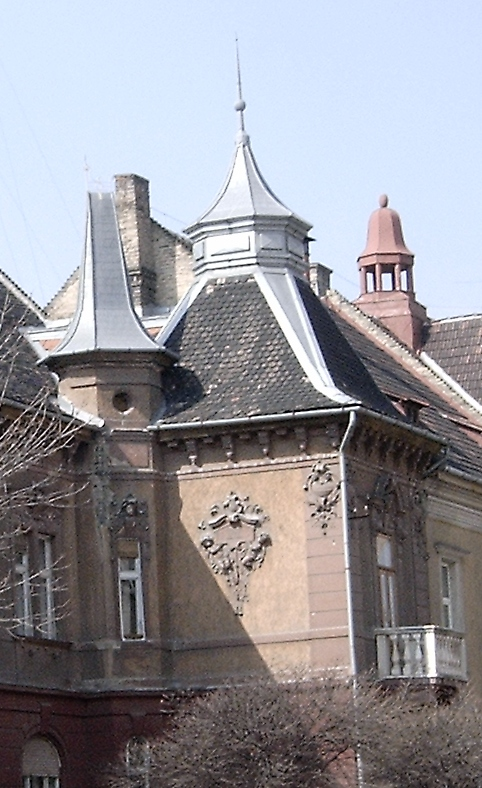
Munkácsy utcai részlet

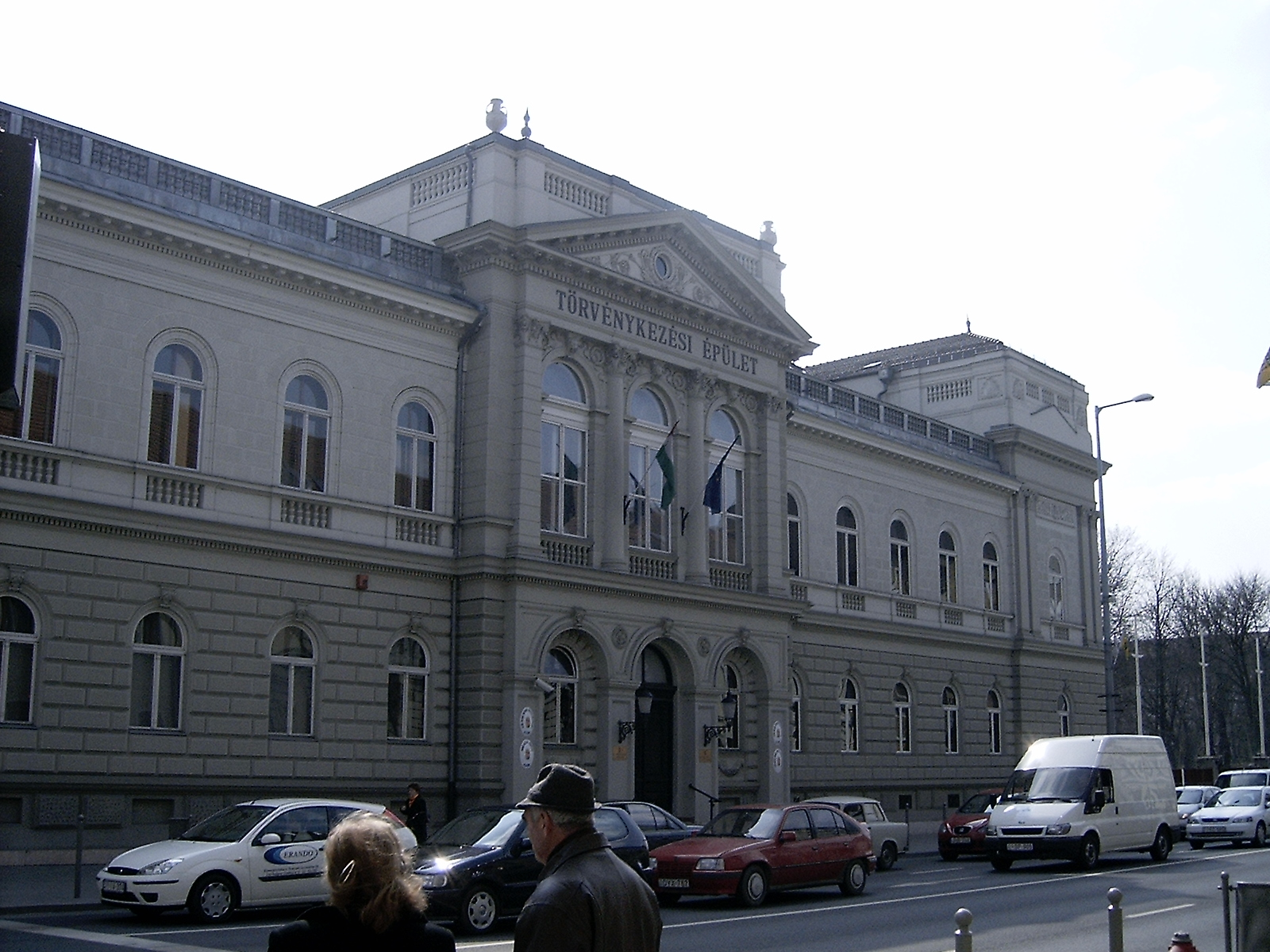
A Győr-Moson-Sopron Megyei Bíróság

A Belváros déli része tekinthető ma a város valódi központjának, számos intézmény és iskola található itt. Az egykor Ferdinándvárosnak nevezett terület az 1821. október 21-én megkezdett bástyadöntés után kezdett beépülni. A 19. század első felében jórészt egyemeletes és földszintes szerényebb épületeket emeltek, melyek közül sokat már a 19. század második felében átépítettek. A Bajcsy-Zsilinszky úton több nagyméretű műemléki értékű klasszicista és romantikus lakóház található ebből a korból. Ebben az utcában, a 26. szám alatti szép neoreneszánsz épületben működik a Nyugati (Dunántúli) Evangélikus Egyházkerület püspöki hivatala.
- Zechmeister utca-Jókai utca-Benczúr utca-Munkácsy utca

A Rába partján a Virágpiactól délnyugatra induló Zechmeister utcát egész sor harmonikus szépségű romantikus lakóház keretezi, a Jókai utca sarkán szép sarokerkély látható. A Jókai utcában található Győr első parkolóháza. Tovább a Benczúr utca a Petőfi híd lábához vezet, itt található a Tűzoltóság épülete. Innen indul délnek a Munkácsy utca, melyet nyugatról harmonikus 19. század végi eklektikus házsor határol. Az utca északkeleti végén az úgynevezett Vagongyári Bérház 20. század első feléből származó épülete található.
- Újlak

A Belvárosnak a Munkácsy utcától nyugatra eső része Újlak, itt érkezik a Belvárosba Újváros felől a Béke híd, felette pedig a déli városrészek, valamint a Pápa felől jövő forgalmat a belvárosba hozó felüljáró. Itt található a Győri Ítélőtábla és Fellebbviteli Főügyészség épülete.
- Szent István út és környéke

Ma a belváros déli részének a tengelye a Szent István út, mely a 19. század végi városfejlesztés eredménye, melynek célja új, méltó nagyvárosi városközpont létrehozása volt. Az épületeket eklektikus stílusban emelték, az út déli oldalán számos parkot, teret létesítettek.
A 20. század második felében az út északi oldalán lévő számos épületet lebontottak, helyükre jellegtelen többemeletes házakat emeltek, melyek a Szent István úton haladók elől eltakarják a barokk óváros képét.
Nyugat felől indulva a Szent István úton először a Kazinczy Ferenc Gimnázium épülete, mellette a nagyméretű parkosított Eötvös tér található, a parkkal szemben a Szent István úton a 19. század végén épült, kupolás MTESZ-székház (eredetileg Kereskedelmi és Iparkamara), valamint mellette a Jedlik Ányos Szakközépiskola vöröstégla épülete érdemel figyelmet. Az Eötvös tér után a déli oldalon az első épület a Megyei Bíróság klasszicista épülete. Néhány lépés után a déli oldalon egy újabb park, a Honvéd liget következik, melyet Rómer Flóris az 1848-49-es szabadságharc emlékére létesített, közepén áll a Csányi Sándor és Markup Béla által készített Szabadság-emlékmű, a parkot keletről a Révai Miklós Gimnázium neoreneszánsz épülete határolja. A Honvéd ligetet délről a pályaudvar hatalmas épülete határolja. A vasút vezetése, hogy megóvja a pályaudvar aluljárójának falait a firkálásoktól érdekes, nyilvános graffitikiállítást készíttetett.
- - Városház tér

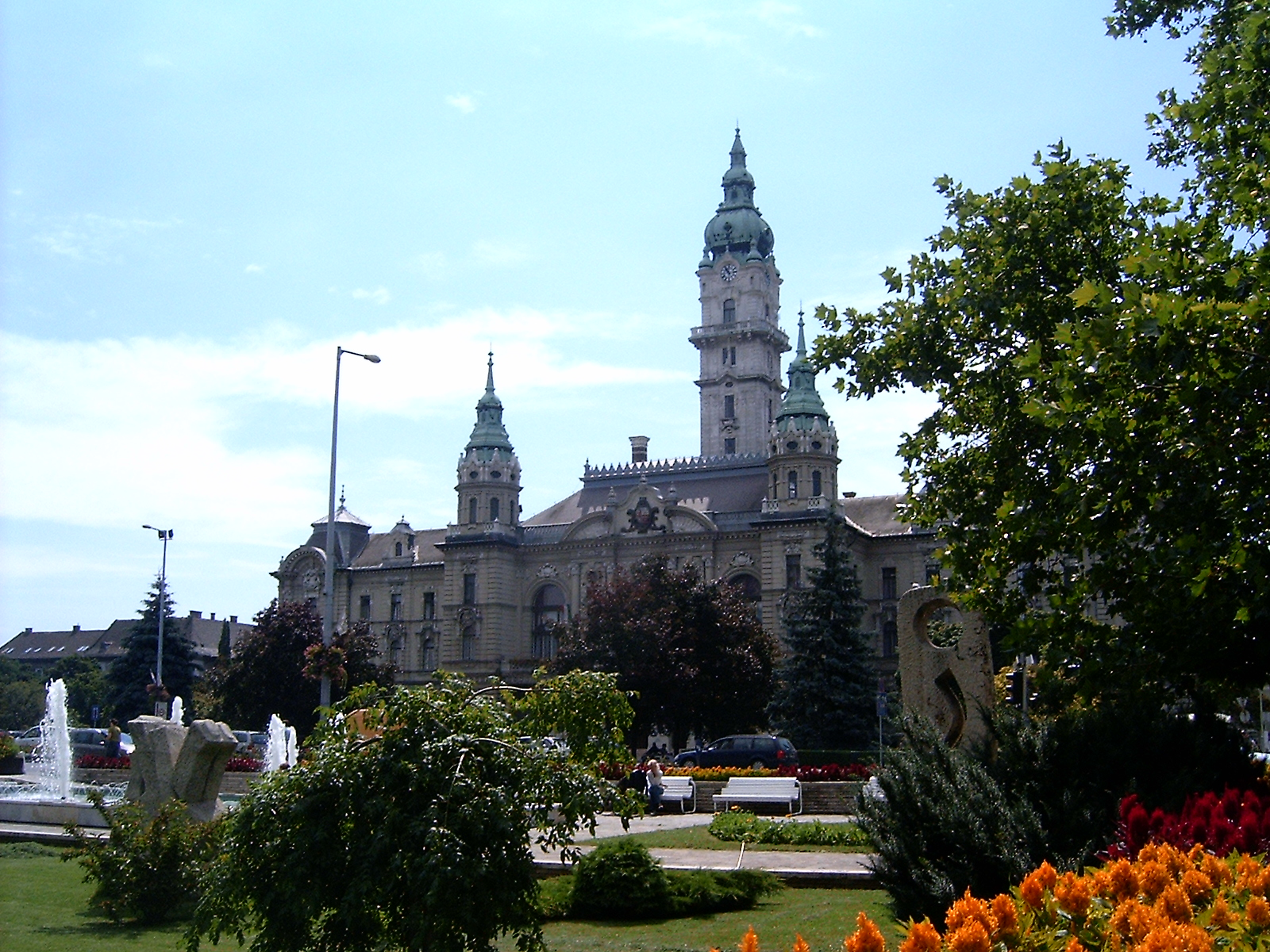
A városháza

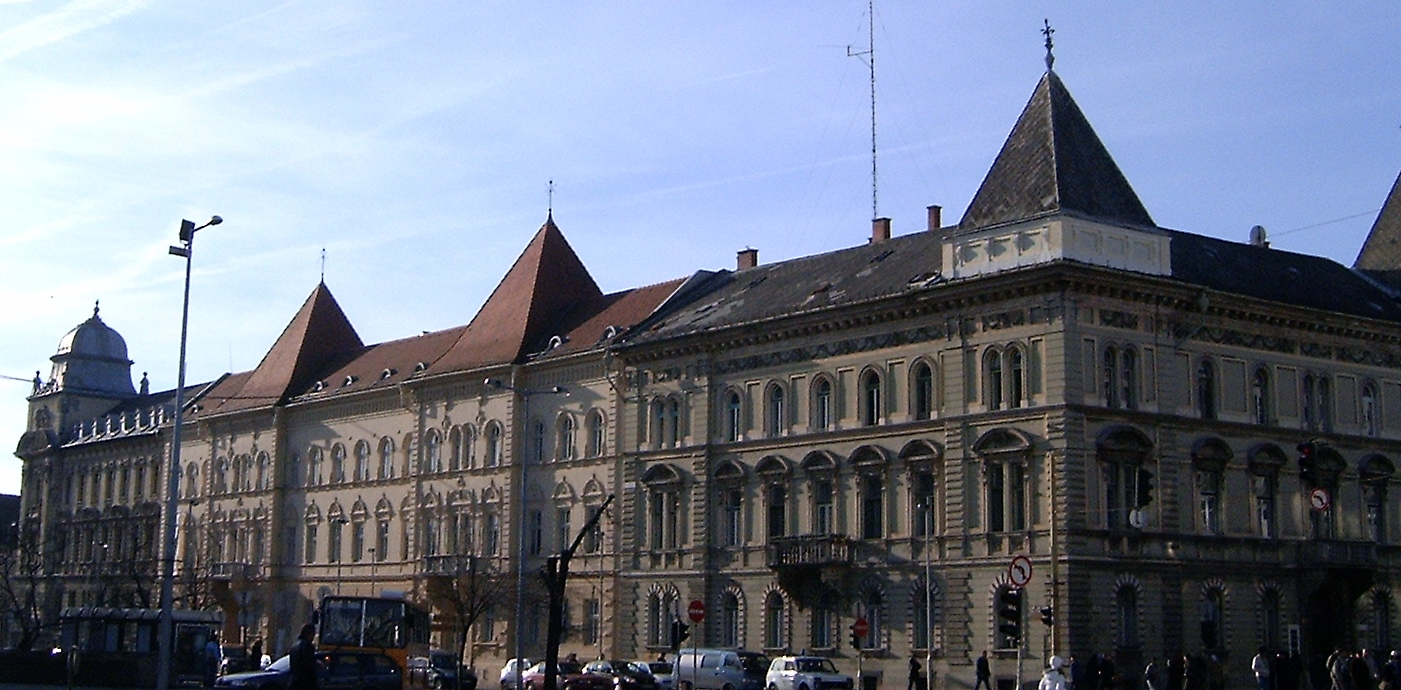
A Városház tér nyugati házai

Tovább sétálva a Szent István úton rövidesen Győr legforgalmasabb terére a Városház térre érünk.
- -     - A Városháza

A tér déli oldalát a város egyik legszebb épülete, a Városháza határolja. A hatalmas neobarokk U alakú épületet 58 m magas torony koronázza. Az épület 1896 és 1898 között épült fel Hübner Jenő tervei szerint. Különösen szép a díszes, eklektikus stílusú, nagy tanácsterme és az elnöki fogadó szoba. A díszteremben több alkalommal hangversenyeket és más előadásokat is rendeznek.
A Városház tér északi oldalán az 1971-ben épült üvegépületben a Győr-Moson-Sopron Vármegyei Kormányhivatal és az Észak-Dunántúli Vízügyi Igazgatóság működik. Előtte szökőkút található, melynek négy különböző szinten lévő, egymással összekötött medencéje a város négy folyóját, a Dunát, a Rábát, a Rábcát és a Marcalt jelképezi. Innen indul a Virágpiac és tovább a Bécsi kapu tér felé az Aradi vértanúk útja. Ebben az utcában található Richter terem, a Vaskakas Bábszínház, az utca nyugati oldalán több szép romantikus polgárház áll, a keleti oldal házsorában álló 19. szám a győri szecesszió egyik legszebb emléke. A Városház tér északkeleti sarkán található Győr legrégibb és legnagyobb szállodája, a Rába Hotel 19. század végi sarokerkélyes épülete, melyet a 20. század során többször bővítettek. Itt keresztezi a Szent István utat a Baross út, észak felé induló része a győriek kedvenc sétálóutcája, ahonnét maximum 10 perces sétával elérhetők a belváros műemlékei. A Városház térről indul Nádorváros felé a Baross híd. A híd nádorvárosi hídfőjénél van a Távolsági autóbusz-pályaudvar, mely gyalogos aluljárón keresztül is megközelíthető.
A hídfőtől keletre a Belváros teljes hosszában húzódik a Bisinger sétány. Közvetlenül a hídfőnél található az Országzászló. A Szent István út északi oldalát innen kelet felé modern épületek határolják, kivéve a Teleki utca sarkán álló Hilbert-házat, mely a német Jugendstil szellemében épült.
- A Győri Nemzeti Színház és környéke

A Szent István út északi oldalán a Városház térről nyugat felé az első utca a Czuczor Gergely utca, mely a Győri Nemzeti Színházhoz, és tovább a Széchenyi térre vezet. Az első keresztutca, az Árpád út sarkán a Bartók Béla Megyei Művelődési Központ épülete áll. Mely az 1930-as évektől, a Radó-szigeti színház lebontása óta a mai színházépület megépítéséig színházként működött.
A következő utca, a Bajcsy-Zsilinszky út sarkán a Czuczor Gergely utca térré szélesedik, itt áll a Győri Nemzeti Színház 1978-ban emelt monumentális szoborszerű épülete. A színház építése óta a győri városkép meghatározó épülete lett, sísáncszerű teteje sok helyről látszik. A színház déli és északi homlokzatát Vasarely op-art alkotásai díszítik. A színháztól délre a Bajcsy-Zsilinszky úton áll a Főposta épülete. A színház északi oldalán a Schweidel utca kicsiny műemlék házai húzódnak. A színház mögötti tízemeletes panelházak közt a vár délkeleti bástyájának, az Újbástyának feltárt maradványai láthatók.
- Batthyány tér és környéke

A Pálffy utcán vagy a Bajcsy-Zsilinszky úton kelet felé sétálva a Batthyány térre jutunk, mely Győr belvárosának legnagyobb tere. A szépen parkosított téren Gárdonyi Géza szobra látható. A térről a Gárdonyi utca vezet a Bisinger sétány keleti végéig, ahonnan a 2006 nyarán átadott Nádor aluljáró átvezet Nádorvárosba, innen indul a Fehérvári út felett Gyárvárosba átvezető Bisinger híd is.

## A Belváros keleti része

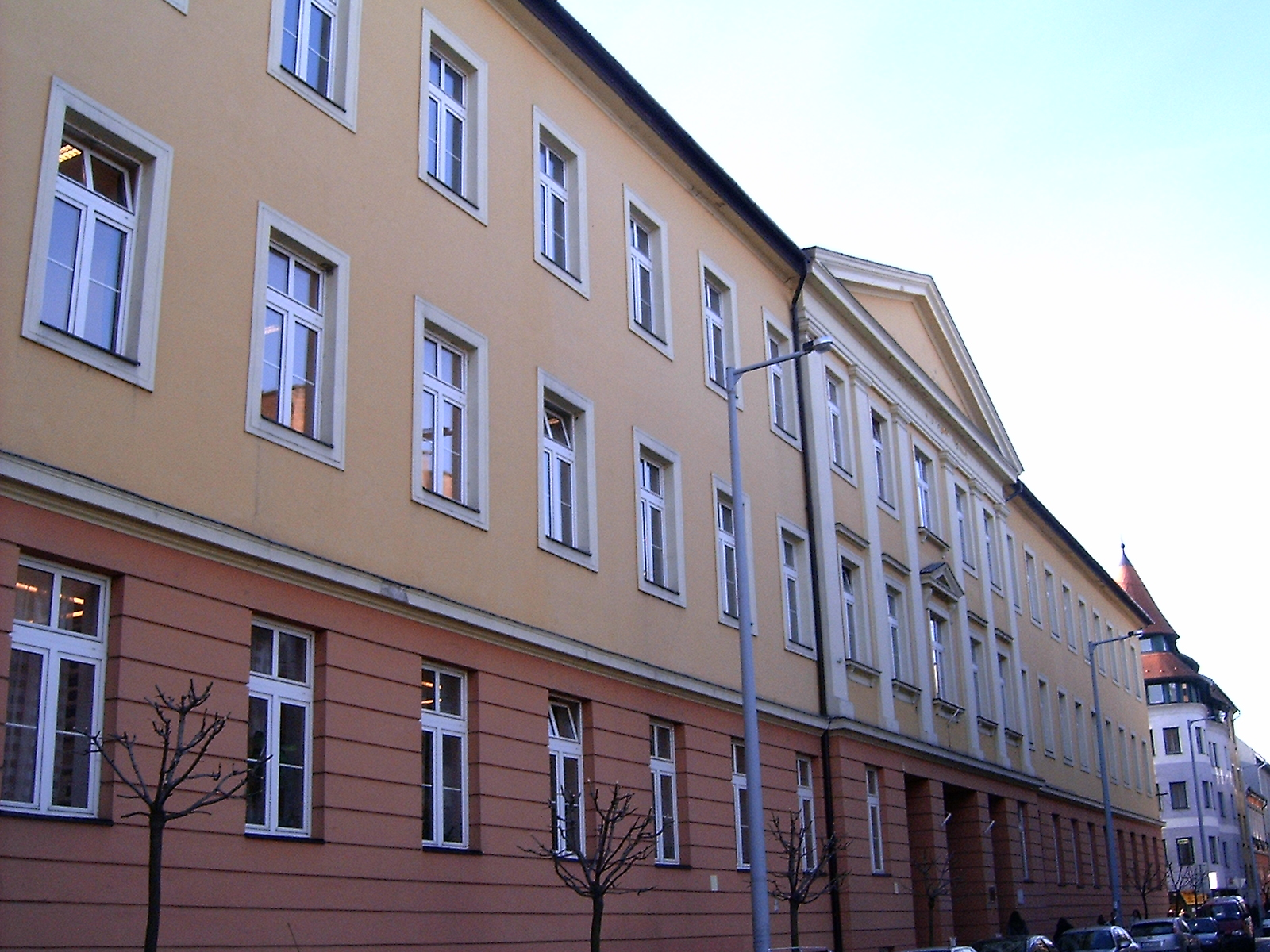
A Nyugat-Magyarországi Egyetem Apáczai Kara

A Belváros Óvárostól keletre eső része 1839-től kezdődően épült ki, korábban Ferencvárosnak nevezték. A terület jórészt lakónegyed jellegű, kevés műemléki épület található itt. A Kiss János utca 9. alatti Fruhmann-ház a 19. századi ferencvárosi iparosház szép ritka példája. A híres kályhásdinasztia háza földszintes , magas tetős saroképület, szerény díszeivel, tágas udvarával kedves benyomást kelt. Az épületben 2008 szeptemberben nyílt meg a Xántus János Múzeum gondozásában Az otthon melege – Cserépkályha-történeti kiállítás.
A Liszt Ferenc utca legvégén található a Nyugat-Magyarországi Egyetem Apáczai Csere János Karának monumentális, historizáló stílusú épülete.
A Rákóczi utca végén lévő historizáló emeletes épület a Richter János Zeneművészeti Szakközépiskola otthona.
A Belváros keleti részének védett természeti értéke Rákóczi utcai vadgesztenyefa, mely a Rákóczi utca 42. számú ház udvarában található. Ez Győr polgárvárosi részének legrégibb fája.
A Széchenyi hídra felvezető út keleti oldalán található Győr legnagyobb bevásárlóközpontja az Árkád, melyet 2006 novemberében nyitottak meg.
A Belváros északkeleti csücskében az egykori Elevátor épületéből nagyméretű, új társasházat építettek Dunapart Rezidencia néven.